# Chilperich II. (Burgund)
Chilperich II. († wohl um 476) war ein Sohn des Königs Gundioch und Bruder von Godegisel, Godomar I. und Gundobad.
Die ältere Forschung ging davon aus, dass nach dem Tod Gundiochs und dessen Bruders Chilperich I. die vier Söhne Gundiochs eine gemeinsame Samtherrschaft ausgeübt und in verschiedenen Städten ihre Residenz bezogen hätten. Gregor von Tours berichtet, dass Chilperich (nachdem er mit dem Schwert getötet worden war) zusammen mit seiner Frau auf Bestreben seines Bruders Gundobad, sich sein Reich einzuverleiben, in einen Brunnen geworfen wurde. Seine Tochter Chrodechild habe danach aus Blutrache 523/24 ihren Sohn Chlodomer dazu angestiftet, Krieg gegen die Burgunden zu führen und auch Sigismund, den Sohn Gundobads, wie ihren Vater mitsamt seiner Familie in einem Brunnen zu ertränken. In der neueren Forschung wird dies stark bezweifelt, denn es fehlen belastbare Belege und die Todesdaten der Söhne Gundiochs sind nicht völlig klar. Außerdem wollte der dem Arianismus feindlich gegenüberstehende Bischof damit den Krieg gegen Burgund rechtfertigen.
Es wird nun eher davon ausgegangen, dass sowohl Godomar als auch Chilperich II. 476/77 bereits verstorben waren und nur Godegisel und Gundobad sich die Herrschaft teilten. In der älteren Literatur wird zu Chilperich II. oft vermerkt, er sei 493 bei innerburgundischen Machtkämpfen umgekommen; das spätere Todesdatum ist durch die neuere Forschung jedoch als überholt anzusehen.
Eine von Chilperichs Töchtern namens Crona ging ins Kloster, die andere, Chrodechild, heiratete später den Frankenkönig Chlodwig I., nachdem Chlodwig und Godegisel sich im Kampf gegen Gundobad verbündet hatten.